# 埴原牧
埴原牧（はいばらのまき）は、信濃国筑摩郡（長野県松本市中山・内田周辺）に存在した勅旨牧。信濃十六牧の一つ。

## 概要
『延喜式』には、信濃国に以下の16牧が記述されている。大室牧・高井牧（高井郡）、笠原牧・平井手牧・宮処牧（伊那郡）、新張（新治）牧（小県郡）、塩原牧・岡屋牧・山鹿牧（諏訪郡）、望月牧・長倉牧・塩野牧（佐久郡）、埴原牧・大野牧（筑摩郡）、猪鹿牧（安曇郡）、萩倉牧。毎月4月に都に献上する貢馬は信濃国全体で80疋と指定されていた。鎌倉時代には16牧のうち13牧が荘園化した。
信濃十六牧以外には甲斐に3牧、上野に9牧、武蔵に4牧があり、信濃と甲斐は左馬寮が、武蔵と上野は右馬寮が所管した。『類聚三代格』所収の太政官符には、延暦16年（797年）に、御牧の長官である監牧（のちには牧監）に筑摩郡埴原の牧田6町を公廨田として賜ったとある。また、埴原からは牧監庁の礎石らしきものが発掘されており、牧監庁は埴原牧に置かれ、承久の乱以後に廃止されたものと考えられる。
『吾妻鏡』の文治2年（1186年）3月12日の条にある「関東御知行国々内乃貢未済庄々注文」には、左馬寮の信濃御牧28牧がある。この中に埴原牧は含まれないが、筑摩郡の御牧としてある南内・北内の2牧が、埴原牧の発展したものと考えられる。
信濃の勅旨牧はいずれも左馬寮の荘園化するが、康永3年（1344年）、信濃の知行国主である久我長通は「国衙の機能の形骸化に乗じて、左馬寮の寮家である洞院家が信濃の国衙牧を横領している」と主張した。宮廷行事の駒牽は、信濃など東国からの貢馬によって行われ、国衙牧から国役として馬を貢上させる「国司分」と、左右馬寮の寮家が所領から調達する「寮家分」があった。

## 文献
- 塚田正朋『長野県の歴史』山川出版社、1974年5月、桐原健執筆部分
- 『長野県史 通史編 第3巻 中世2』1987年
- あずさ書店編集部『幻の大寺院 若沢寺を読みとく』あずさ書店、2010年9月、ISBN 9784900354678